# Minułła Gizatulin
Minułła Gizatulin (ros. Минулла Сунгатович Гизатулин, tatar. Миңнулла Гыйззәтуллин; ur. 10 listopada 1925 we wsi Kukiejewo w Tatarstanie, zm. 26 września 1993 w Kazaniu) – radziecki żołnierz, czerwonoarmista, Bohater Związku Radzieckiego (1944).

## Życiorys
Urodził się w tatarskiej rodzinie chłopskiej. Skończył 6 klas, pracował w kołchozie, w kwietniu 1943 został powołany do Armii Czerwonej. Od grudnia 1943 uczestniczył w wojnie z Niemcami, walczył w składzie 1 Armii Pancernej/1 Gwardyjskiej Armii Pancernej na 1 Froncie Ukraińskim, biorąc udział w wyzwalaniu Prawobrzeżnej Ukrainy i Polski w toku operacji żytomiersko-berdyczowskiej, proskurowsko-czerniowieckiej i lwowsko-sandomierskiej. Szczególnie wyróżnił się podczas walk o uchwycenie przyczółku sandomierskiego 30 lipca 1944, gdy jako żołnierz 2 batalionu 20 Gwardyjskiej Brygady Zmechanizowanej 8 Gwardyjskiego Korpusu Zmechanizowanego 1 Gwardyjskiej Armii Pancernej przeprawił się przez Wisłę w rejonie Baranowa Sandomierskiego, ogniem z automatu i granatami zabijając 22 wrogów. Później walczył na 1 Froncie Białoruskim, uczestnicząc w operacji wiślańsko-odrzańskiej, pomorskiej i berlińskiej, w kwietniu 1945 był ranny. Jesienią 1947 został zdemobilizowany, później pracował jako spawacz w fabryce konstrukcji żelbetonowych w Kazaniu.

## Odznaczenia
- Złota Gwiazda Bohatera Związku Radzieckiego (23 września 1944)
- Order Lenina (23 września 1944)
- Order Wojny Ojczyźnianej I klasy
- Order Czerwonej Gwiazdy (1 czerwca 1945)

I medale.